# Universitat de Porto
La Universitat de Porto és una universitat pública situada a la ciutat de Porto (Portugal). És la segona universitat portuguesa per nombre d'estudiants.

## Història
Tot i haver estat fundada el 1911 per decret del govern provisional de la recent instaurada República portuguesa, va incorporar diferents institucions docents preexistents com l'Acadèmia Politècnica i l'Escola Mèdic-quirúrgica de Porto. El seu primer rector va ser el matemàtic portuguès Francisco Gomes Teixeira (1851-1933).